# معیار ترسکا
معیار ترسکا معیاری است که در آن وضعیت ماده از لحاظ شکست بر اساس حداکثر تنش برشی، بررسی می‌شود.

## تئوری شکست
تئوری شکست، دانش پیش‌بینی شرایط شکست جامدات در حین اعمال بارهای خارجی می‌باشد که با توجه به شرایط موجود (دما، حالت تنش، نرخ بارگذاری)، رفتار مواد در هنگام شکست می‌تواند به صورت شکننده یا شکل‌پذیر باشد. از این‌رو، در اکثر مسائل کاربردی مواد به دو دسته کلی شکننده و شکل‌پذیر تقسیم می‌شوند.
شکست ساده عبارت است از دو یا چند تکه شدن یک جسم، در واکنش به تنش اعمالی که به صورت استاتیکی (تنشی که به صورت ثابت یا با تغییر آهسته نسبت به زمان) وارد می‌شود و در دمایی پایین‌تر از دمای ذوب اتفاق می‌افتد. تنش اعمالی ممکن است به صورت کششی، فشاری یا پیچشی باشد
در علم مواد، به از بین رفتن ظرفیت باربری یک ماده، شکست آن ماده می‌گویند. بر اساس این تعریف، شکست یک ماده در مقیاس‌های مختلفی (میکروسکوپی تا ماکروسکوپی) ارزیابی می‌شود
انواع شکست
با توجه به مقیاس ارزیابی، شکست مواد به دو دسته کلی، شکست میکروسکوپی و ماکروسکوپی تقسیم‌بندی می‌گردد.
شکست میکروسکوپی
شکست میکروسکوپی مواد با توجه به شروع و رشد ترک‌ها در درون آن‌ها تعریف می‌شود. بررسی این نوع شکست، روش مناسبی برای درک بهتر نحوه ایجاد ترک در نمونه‌های آزمایشگاهی و سازه‌هایی که تحت توزیع بارگذاری‌های سراسری معین قرار دارند، می‌باشد.
شکت ماکروسکوپی.
شکست ماکروسکوپی مواد با توجه به ظرفیت باربری یا ظرفیت ذخیره انرژی آن‌ها تعریف می‌شود.
معیارهای شکست ماکروسکوپی به چهار دسته زیر تقسیم می‌شود.
شکست تنش یا کرنش
شکست انرژی (معیار T، معیار S)
شکست آسیب
شکست تجربی
معیارهای شکست مواد شکننده
شکست مواد شکننده از طریق رویکردهای زیر مورد بررسی قرار می‌گیرد:
معیارهای شکست تجربی (Phenomenological failure criteria)
مکانیک شکست الاستیک خطی (Linear Elastic Fracture Mechanics)
مکانیک شکست الاستیک-پلاستیک (Elastic-Plastic Fracture Mechanics)
روش‌های مبتنی بر انرژی (Energy Based Methods)
روش‌های ناحیه چسبنده (Cohesive Zone Methods)
معیارهای شکست تجربی
در گذشته، معیارهای تنش/کرنش ماکزیمم، به عنوان معیارهای شکست توسعه یافته برای جامدات شکننده مورد استفاده بودند. بر اساس معیار تنش ماکزیم، در صورتی که تنش اصلی ماکزیمم (σ۱) از مقاومت کششی تک محوری بیشتر باشد یا تنش اصلی مینیمم (σ۳) از مقاومت فشاری تک محوری کمتر باشد، ماده مورد نظر خواهد شکست.
با در نظر گرفتن کشش تک محوری ماده (σt) و مقاومت فشاری تک محوری (σc)، محدوده ایمن به صورت زیر تعریف می‌شود:
σ۱< σt > σc < σ۳
در عبارت بالا از قاعده‌ای استفاده شده است که در آن علامت کشش مثبت در نظر گرفته می‌شود.
معیار کرنش ماکزیمم به رابطه بالا شباهت دارد؛ با این تفاوت که کرنش‌های اصلی با کرنش‌های تجربی به دست آمده در لحظه شکست مقایسه می‌شوند.
با وجود نقاط ضعف معیارهای تنش و کرنش اصلی ماکزیمم، این معیارها هنوز هم به‌طور گسترده‌ای مورد استفاده قرار می‌گیرند.
تعداد معیارهای تجربی موجود در منابع مهندسی بسیار زیاد است. میزان موفقیت این معیارها در پیش‌بینی شکست مواد مختلف با یکدیگر تفاوت دارد
معیارهای شکست شناخته شده برای مواد شکننده عبارتند از:
معیار شکست ترسکا یا معیار تنش برشی ماکزیم

## معیار فون میسز[۷]
معیار ترسکا معیاری است که در آن بر اساس حداکثر تنش برشی، وضعیت ماده از لحاظ شکست بررسی می‌شود.
معیار ترسکا در شرایط وجود تنش‌های اصلی با فرض زیر با توجه به رابه زیر تعریف می‌شود:
Σ۱ ≥ Σ۲ ≥ Σ۳.
ناحیه امن طراحی بر اساس معیارترسکا (تنش برشی ماکزیمم) در شکل زیر قابل مشاهده است. اگر حالت تنش مورد بررسی در داخل ناحیه آبی رنگ در شکل زیر بیافتد تسلیم اتفاق نمی‌افتد.